# Joe Wang Miller
Joe Wang Miller (chinesisch: 王喆; * 3. Februar 1989 in Tianjin, China), auch in der Schreibweise Joe Miller bekannt, ist ein Fußballspieler der Nördlichen Marianen, der auch die chinesische Staatsbürgerschaft besitzt. Er agiert auf der Position eines  Stürmers und ist ehemaliger Nationalspieler. Auf Vereinsebene ist er aktuell für den MP United FC aktiv.

## Karriere

### Verein
Seine Fußballkarriere begann Miller in der Jugend von Jinmen Tiger in seiner Geburtsstadt Tianjin. Im Januar 2008 verließ er die Volksrepublik China und wechselte zu den Wild Bill’s in die M*League Division 1 auf den Nördlichen Marianen. Hier erreichte er 2008 (Herbst) den dritten Platz in der nationalen Meisterschaft. Zum Ende der Saison wechselte er innerhalb der Liga zu MP United FC. An der Seite von Nicolas Swaim wurde er 2009 erstmals Vizemeister und Torschützenkönig (23 Tore) der Nördlichen Marianen. Ein Jahr später wurde er erneut Torschützenkönig (15 Tore) und feierte zudem seinen ersten Meistertitel. In seiner letzten Spielzeit für den Verein konnte er keine nennenswerten Erfolge verzeichnen. Im Juli 2011 verließ er die Liga und schloss sich dem Hauptstadtklub und Rekordmeister Guam Shipyard FC in der Guam League an. Hier wurde er, an der Seite von Torschützenkönig Jason Cunliffe, in seiner Debütsaison guamischer Vizemeister und Pokalsieger. Ein Jahr später wurde er erneut Vizemeister, schied mit den Verein jedoch im Halbfinale des nationalen Pokals mit 1:9 gegen Espada FC aus. Auch das Spiel um den dritten Platz ging gegen die Southern Cobras mit 7:4 verloren. Im Juli 2013 verließ Miller die Insel Guam und kehrte in die M*League Division 1 zurück. Hier schloss er sich den MP United FC auf der Insel Saipan an. Mit der Mannschaft wurde er 2013/14 Vizemeister. In den Jahren 2015 (Frühjahr), 2016 (Frühjahr) und 2017 (Herbst) gewann er mit dem Verein die Meisterschaft der Nördlichen Marianen. 2021 gewann er mit seiner fünften Meisterschaft seinen bisher letzten Vereinstitel.

### Nationalmannschaft
Sein Debüt für die Fußballnationalmannschaft der Nördlichen Marianen gab Miller am 27. April 2008 im Freundschaftsspiel gegen die Auswahl von Guam. In der Partie erzielte er in der 24. Minute sein erstes Länderspieltor für die Nördlichen Marianen. Er nahm an Qualifikationsspielen zur Ostasienmeisterschaft (2010, 2013, 2015, 2017) und dem AFC Challenge Cup 2014 teil, konnte jedoch keine nennenswerten Erfolge erzielen. An der Seite von Jehn Joyner und Nicolas Swaim, war er Teil der Mannschaft die am 23. Juli 2014 den ersten Sieg der Nördlichen Marianen bei einer Ostasienmeisterschaft erringen konnte. Seinen letzten Einsatz im Trikot der Nationalelf absolvierte er am 4. Juli 2016 gegen die Mannschaft der Mongolei. Mit 4 Toren in 15 A-Länderspielen ist Miller Rekordtorschütze der Nördlichen Marianen vor Kirk Schuler (3 Tore).

### Erfolge
Verein
- Meister der Nördlichen Marianen: 2010, 2015 (Frühjahr), 2016 (Frühjahr), 2017 (Herbst), 2021 (Frühjahr)
- Torschützenkönig der Nördlichen Marianen: 2009, 2010,
- Guamischer Pokalsieger: 2011